# Умм-ель-Джималь
Умм-ель-Джима́ль (араб. ام الجمال — досл. «мати верблюдів») — село на півночі Йорданії. Лежить у провінції Ель-Мафрак біля кордону з Сирією. Відоме своїми пам'ятками набатейського, римського, візантійського та ранньоісламського періодів. Старовинне місто було зруйноване землетрусом у XI столітті нашої ери.

## Географія

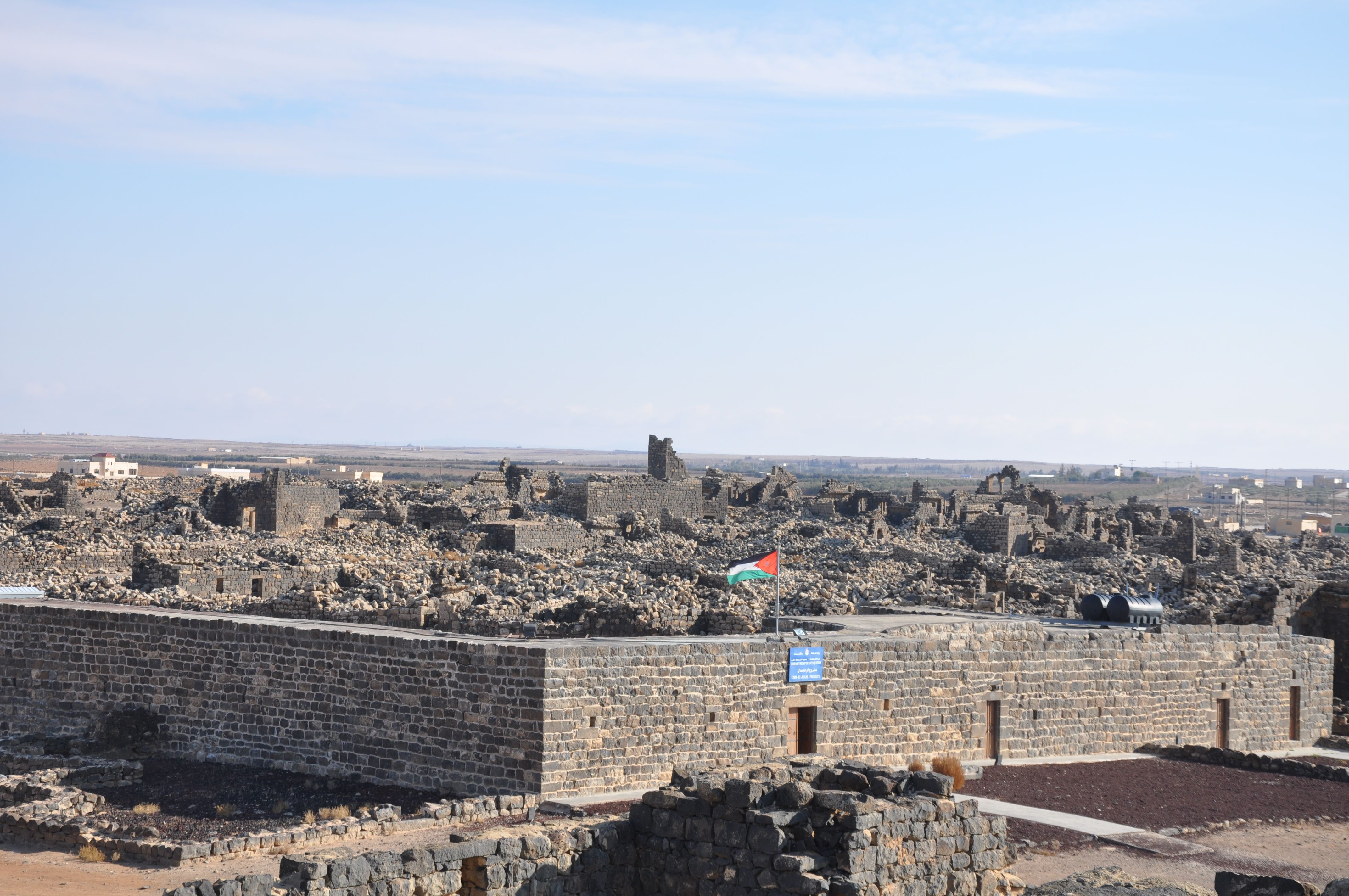
Умм-ель-Джималь з висоти

Умм-ель-Джималь — велике село, розташоване на півночі Йорданії, менше ніж за 10 км від сирійського кордону. Він лежить у напівпосушливій зоні Йорданії, на півдні історичної області Хавран. Незважаючи на посушливий клімат, Умм-ель-Джималь напрочуд добре підходить для сільського господарства. Руїни стародавнього поселення лежать посеред сучасного Умм-ель-Джималя.
Місцевість складається переважно з магматичного гірського базальту, який використовувався як основний будівельний матеріал. Базальт також служив природним утеплювачем, що було надзвичайно важливим у цій місцевості. У прохолодні зимові місяці базальтові блоки затримують сонячне тепло та потім випромінюють його по всій конструкції, діючи таким чином як природне джерело опалення. У спекотні літні місяці базальт служив охолоджуючим матеріалом, оскільки щільна природа блоків затримувала прохолодне повітря всередині конструкції. Вулканічна природа ґрунту зробила місцевість однією з найбільш родючих областей Йорданії та Сирії.

## Історія
Поселення Умм-ель-Джималь виникло в I столітті нашої ери як передмістя стародавньої набатейської столиці Бусри (Бостри). Протягом першого століття чисельність населення цього селища становила 2—3 тис. осіб. У 106 році римляни на чолі з імператором Траяном захопили поселення, включивши його з навколишніми землями до складу провінції Аравія Петрейська. У селищі римляни спорудили ряд будівель, зокрема преторій та велике водосховище.
Після придушення повстання пальмірської правительки Зенобії в 275 році римлянами був споруджений форт, в якому розміщувався військовий гарнізон. Згодом римський вплив у регіоні почав зменшуватися, тому ця місцевість стала переважно сільською. Протягом V і VI століть Умм-ель-Джималь процвітав як фермерське і торгове місто, а його населення зросло до 4—6 тис. осіб. Однак після мусульманських завоювань VII століття населення міста зменшилось знов, хоча проєкти будівництва та реконструкції продовжували відбуватися. Приблизно в 749 році в регіоні стався сильний землетрус, і Умм-ель-Джималь, як і інші міста та села місцевості, був покинутий. Він залишався незаселеним майже тисячу сто років, допоки сучасна громада знов не заселилася в ньому в ХХ столітті.

### Доісторичний період
Мало що відомо про доісторичні часи в Умм-ель-Джималі. Зберіглися незначні залишки ймовірного поселення кочових племен мисливців-збирачів. У деяких з цих місць можна знайти камені та інші інструменти. У сусідніх ваді були знайдені залишки «пустельних зміїв», великих пасток для тварин, що використовувалися доісторичними людьми для полювання.

### Набатеї
Набатейські народи були першими, хто побудував постійні місця проживання в цій місцевості. Спершу їхні поселення були переважно фермерською спільнотою та торговим форпостом, залежним від Бостри, сусідньої столиці набатейців. Хоча свідчення про цей період є лише фрагментарними, зберіглося чимало набатейських написів, переважно надгробних каменів.

### Римська імперія
Коли римляни продовжували завойовувати навколишні райони, набатейський правитель, розуміючи неминучість римського завоювання, добровільно передав своє царство імператорові Траяну в 106 році н. е. Римляни зробили нещодавно набуту територію провінцією під назвою Аравія Петрейська та негайно створили в ній місцеві органи врядування. Преторій, названий так Х. К. Батлером у 1905 році, ймовірно, був побудований для цієї мети в III столітті нашої ери.
Все змінилося після повстання під проводом пальмірської правительки Зенобії в 275 р. н. е. Місцеві жителі втратили право на самоврядування та були змушені підкорятися суворому іноземному пануванню. Завдяки своєму розташуванню на околиці Імперії, Умм-ель-Джималь став військовим форпостом із гарнізоном та новим фортом за доби Тетрархії. Оскільки римський імперський вплив згодом почав зменшуватися, кастелум (давньоримський військовий форт) втратив свої військові функції, і Умм ель-Джималь поступово перетворився з військового посту на цивільне місто. З точки зору місцевих арабських жителів Хаврану ця зміна розглядалася скоріше як визволення, а не як занепад.

### Візантія
Римське володарювання над провінцією змінилося візантійським у V столітті. Один з правителів, Дукс Пелагій, побудував у селищі невеликі військові квартали на місті кастелума. Коли місцеве населення поступово прийняло християнство в місті знов почали процвітати сільське господарство та торгівля. Сто п'ятдесят будинків, що стоять донині, були побудовані саме в цей період, у V і VI століттях. У шостому столітті було збудовано багато церков, 15 з яких можна побачити і сьогодні. Населення продовжувало зростати, сягаючи приблизно 6 тис. мешканців. Однак у VII столітті весь регіон опинився під владою ісламської Імперії Омеядів.

### Омеяди
Ісламська ера в Умм-ель-Джималі розпочалася в 640 році, коли праведні халіфи взяли під свій контроль усю місцевість. По всьому селищу було зроблено багато відновлень задля перепланування будівель під інші потреби. Преторій та будинок XVIII — були перероблені під житлові приміщення, а Будинок 53, можливо, був перероблений у мечеть. Незважаючи на все це, чисельність населення зменшувалася. Остаточно поселенні було покинуте після землетрусу 749 року, який зруйнував багато будівель. Умм-ель-Джамаль був повністю безлюдим за часів Аббасидів у ІХ столітті.

### Арабське повстання
Томас Едвард Лоуренс писав про «зруйнований Умм-ель-Джималь»… «у цих римських прикордонних містах, Умм-ель-Джималі, Умм-ель-Сурабі, Умтає є свідчення безглуздості розуму. Такі неузгоджені споруди в колишньому і теперішньому краю пустелі звинувачують своїх будівельників у нечутливості; майже вульгарне підтвердження права людини (римське право) жити незмінно у всьому її маєтку».

## Релігія

### Набатейська
В Петрі зберігся ряд вівтарів набатейських богів, зокрема Душари. Душара, бог-покровитель Петри, пов'язаний з Ааррою, богом-покровителем Бостри, який був унікальним регіональним божеством. Як набатейську, так і грецьку версії його імені можна побачити сьогодні, вписаними на плашку (середню частину) вівтаря, знайденого в західній частині зруйнованого міста. Ще один бог, присутній на цьому місці — Зевс Епікоос, суміш Зевса та місцевого божества Епікоос. Його вівтар, знайдений в Умм-ель-Джималі, свідчить про особисту відданість місцевих жителів цьому божеству. Третім божеством, знайденим в Умм-ель-Джималі, є Солмос, згадки про якого ніде більше не зустрічаються, тому його могли шанувати лише мешканці Умм-ель-Джималя та найближчих околиць. Оскільки його ім'я зустрічається лише один раз, є розумним вважати, що його шанувальників було порівняно мало і вони були локалізованими. Існують дані про надгробні камені та невеликі вівтарі, розкидані по всій території, що свідчить про поклоніння іншим божествам, можливо, особистим чи сімейним богам, яким не поклонялися спільно.

### Римське язичництво
Через толерантний характер ранньоримської влади релігійне життя поселення мало змінилося після завоювання римлянами. Мешканцям регіону дозволялося продовжувати свої релігійні традиції, яких вони дотримувалися раніше.

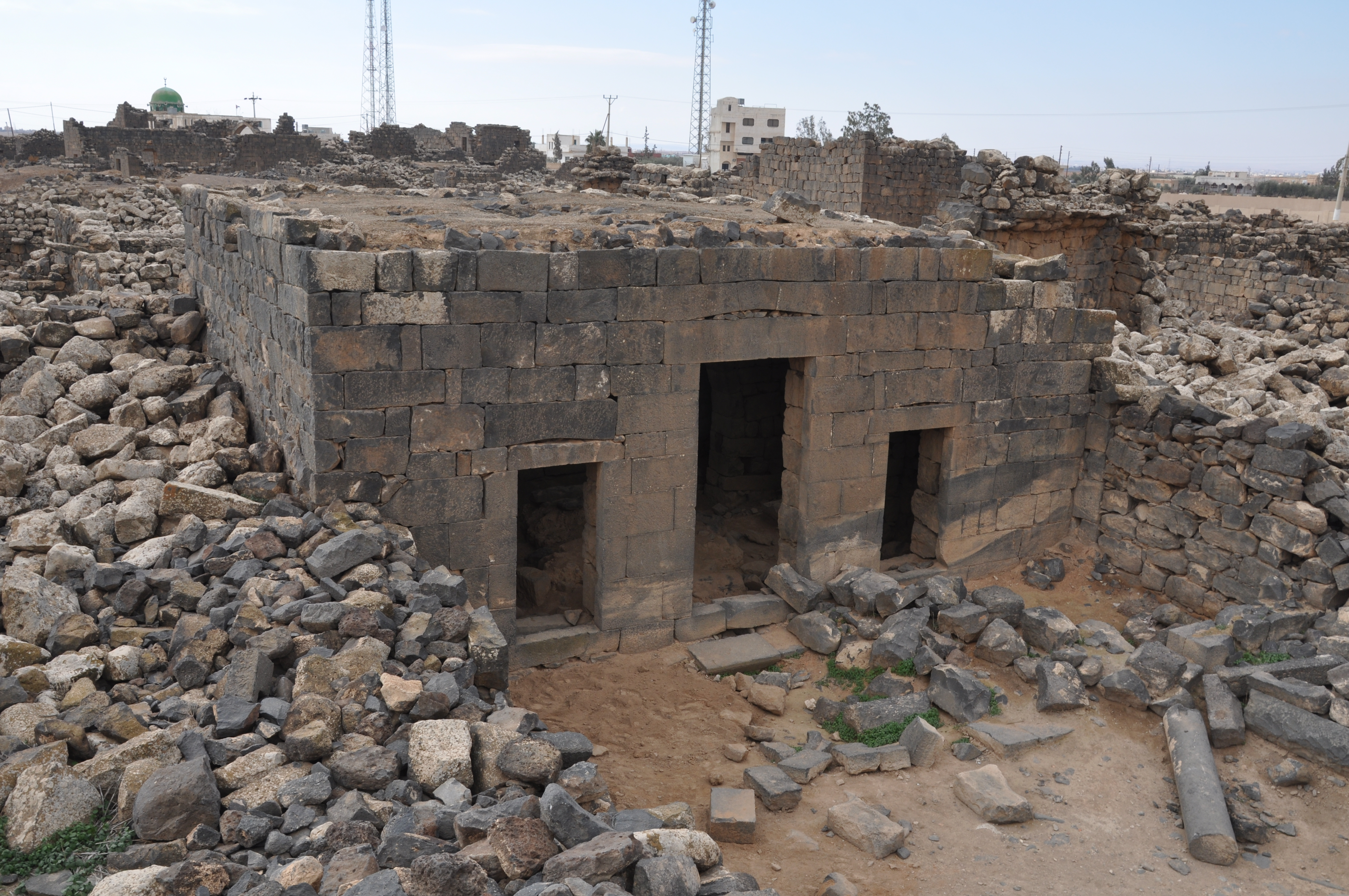
Залишки давньоримського храму

Однак після придушення повстання Пальміри більшість регіональних релігійних звичаїв взагалі припинилися. Це було пов'язано з жорсткими обмеженнями, які були введені римським урядом для контролю за населенням. Однак є здогадки, що невелике римське святилище, що зберіглося в Будинку 49, могло служити гарнізону, який знаходився в кастелумі.

### Християнство

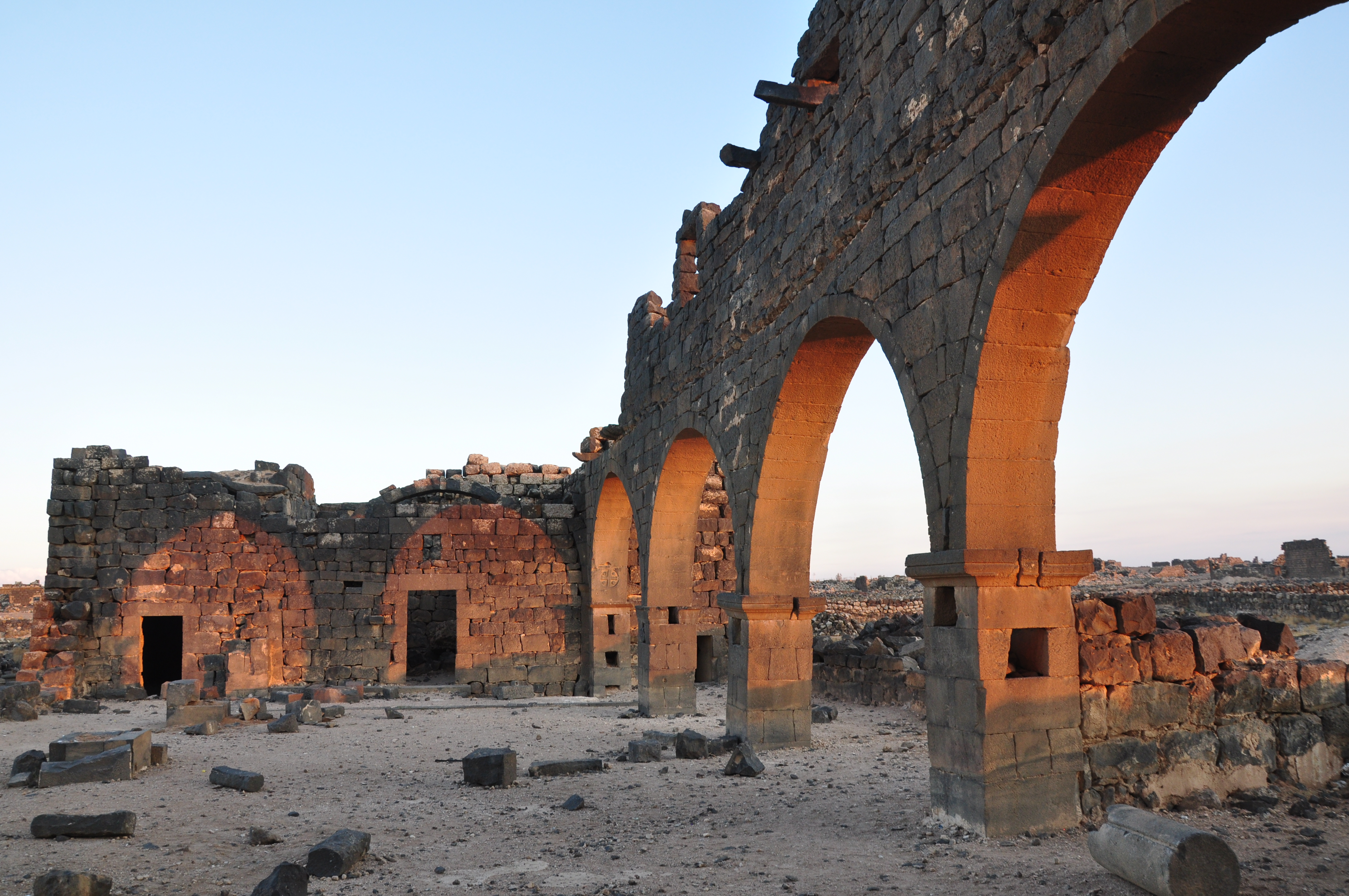
Західна церква

Візантійська імперія була провідником християнізації Римської імперії, початої Костянтином на початку IV століття нашої ери. Зміна релігійної належності вплинула навіть на далекі простори Імперії, зокрема і на Умм-ель-Джималь. Сьогодні християнські символи, вирізані в камені, можна знайти на всій території античного поселення. Змінення доктрини у відносинах між духовенством та мирянами (парафіянами) зумовило появу хресних перегородок у передній частині церков та притворах. Пізніше у монастир був перебудований кастелум шляхом додавання каплиці до головної будівлі. На вежах, які також були додані, були написані імена чотирьох архангелів. Ці написи створюють враження, що мешканці селища стали покладатись безпосередньо на Бога, аніж на імператора.

### Іслам
Населення Умм-ель-Джималю за часів правління Омеядів, ймовірно, було частково християнинським, а частково мусульманським — згідно з ісламською політикою зіммі. Науковцями припускається, що деякі церкви в Умм-ель-Джималі могли бути перетворені на мечеті. У цих колишніх церквах була затулена апсида, а фокус простору споруди був зміщений на південь, до Мекки. Так це чи ні, більш очевидно, що як мінімум дві будівлі були переобладнані під мечеті із типово омеядськими контурами та невеликою вежею на зовнішній стороні із заходу, що свідчить про наявність мінарету. Сьогоднішні мусульмани міста користується лише нещодавно побудованими мечетями.

## Археологія

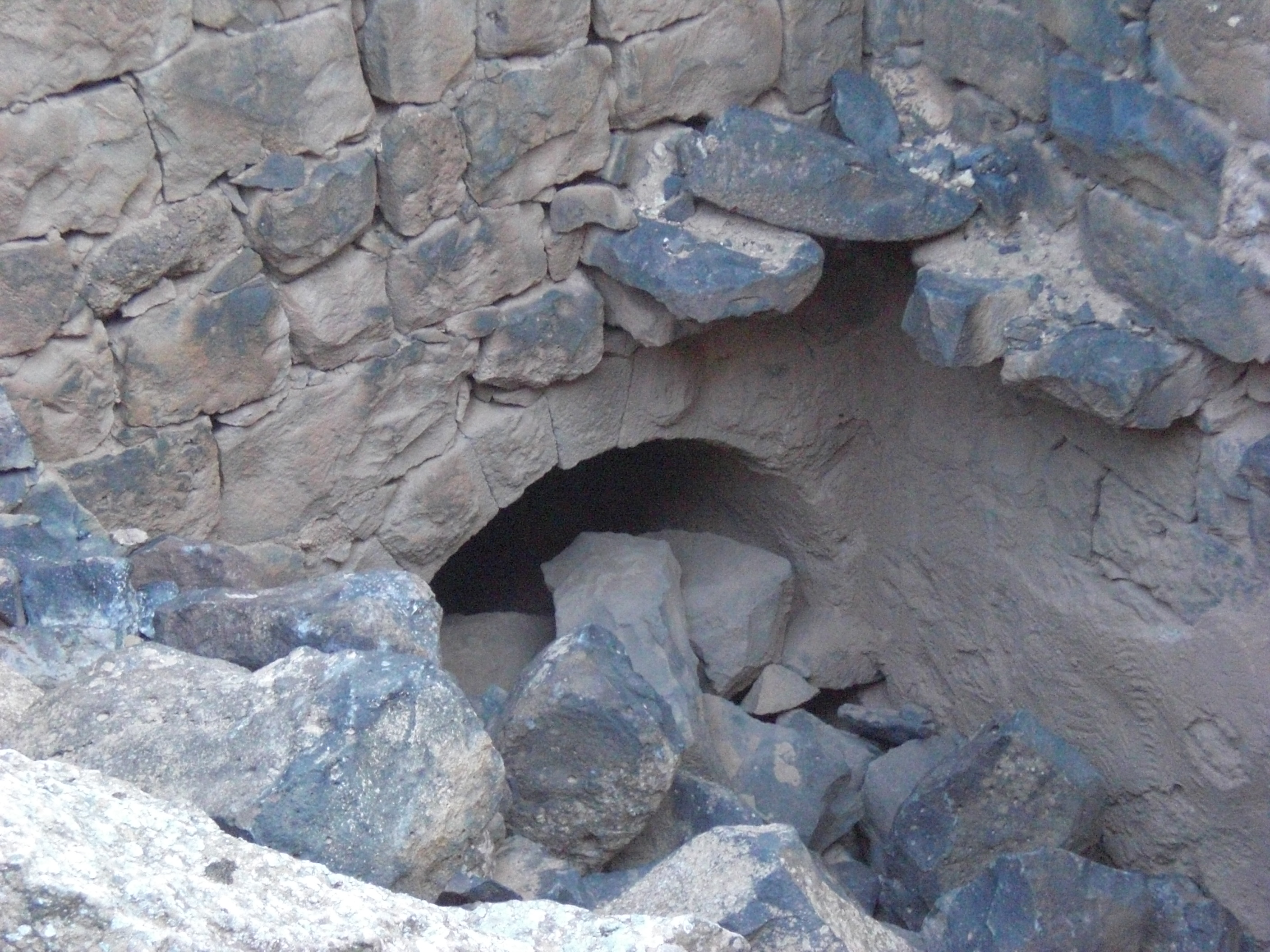
Місце розкопок

Умм-ель-Джималь був знову відкритий у дев'ятнадцятому столітті. Перший задокументований візит до нього відбувся Вільямом Джоном Банком у 1818 році, який провів короткий опис руїн старовинного поселення. Між 1818 і 1905 роками багато відвідувачів бували в Умм-ель-Джималі та зробили кілька коротких його описів. Перше систематичне дослідження було проведено експедицією Принстонського університету до Південної Сирії на чолі з Говардом Кросбі Батлером в 1905 і 1909 роках. Батлер відвідував руїни протягом двох тижнів, картографуючи місцевість і малюючи схеми деяких будівель. Його робота 1905 року дала основу для досліджень, які ведуться і сьогодні.
1972 році в Умм-ель-Джималі розпочав роботу Берт де Фріз з коледжу Кальвіна. Поселення було знов картографовано задля проведення детальних досліджень про природу та історію села. У 1977 році стіни бараків були укріплені цементом задля запобігання обваленню.
З 1998 року робота зосереджена на презентації та візуальній документації об'єкту. В 2009 році розпочато зусилля задля збільшення туристичної привабливості пам'ятки. Важливою складовою цих зусиль є розробка віртуального музею з екскурсіями, створення збірки досліджень і публікацій, а також презентація спадщини сучасної спільноти, що доступна за адресою www.ummeljimal.org.
У 2014 році, мотивовані чутками про золото, грабіжники археології зруйнували багато гробниць, завдавши об'єкту великої шкоди.